# اریک گاردهویه
اریک گاردهویه (به دانمارکی: Erik Gaardhøje؛ ۲ نوامبر ۱۹۳۸ – ۲۲ مهٔ ۲۰۰۷) بازیکن فوتبال اهل دانمارک بود.
از جمله باشگاه‌هایی که وی در آن‌ها بازی کرده‌است، می‌توان به باشگاه فوتبال اسبیرگ اشاره کرد.
وی همچنین در تیم ملی فوتبال دانمارک سابقهٔ بازی دارد.